# جون ريب
ولد جون ريب في (26 أبريل 1955)، وهو ممثل سويدي، ومغني وكوميدي في آن واحد، ويعرف بأنه عضو في المجموعة الكوميدية (Galenskaparna)، وكان له أيضا دورًا في المسلسل الكوميدي (Macken).

## وصلات خارجية
- جون ريب على موقع IMDb (الإنجليزية)
- جون ريب على موقع ميوزك برينز (الإنجليزية)
- جون ريب على موقع أول موفي (الإنجليزية)
- جون ريب على موقع قاعدة بيانات الأفلام السويدية (السويدية)
- جون ريب على موقع ديسكوغز (الإنجليزية)
- جون ريب على موقع قاعدة بيانات الفيلم (الإنجليزية)